# روبرتو ألاركون
روبرتو ألاركون (بالإسبانية: Roberto Alarcón Sáez)‏ هو لاعب كرة قدم إسباني، ولد في 21 أبريل 1998 في مدينة ميورقة في إسبانيا. لعب مع جامعة كلوج وريال مايوركا ب ونادي توكسون.

## وصلات خارجية
- روبرتو ألاركون على موقع قاعدة بيانات كرة القدم.إي يو (الإنجليزية)
- روبرتو ألاركون على موقع Soccerway.com (الإنجليزية)